# ストーン双対性
ストーンの双対性定理（ストーンのそうついせいていり）とは数学における定理で、（非常に弱いある種の制限を満たす）位相空間がある種の性質を満たす束と自然に対応づけられる事を意味し、この対応づけをストーン双対性(Stone duality)という。位相空間論は点集合論に基づいて通常定式化されるが、ストーン双対性により位相空間は束と対応づけられるので、この双対性は点集合論の代わりに束論に基いて位相空間論を定式化（ポイントレス位相空間論（pointless topology））できる事を意味する。この為本稿ではポイントレス位相空間論についても述べる。ストーンの双対性定理はストーンの表現定理の一般化でもある。

## 概要
位相空間X 上の開集合全体の集合をΩ(X )とすると、Ω(X )は包含関係に関して半順序集合をなす。
しかもΩ(X )は和集合と共通部分について閉じているのでΩ(X )は束であり、
さらに詳しく調べると、Ω(X )は必ず「完備ハイティング代数」という種類の束になる事が示せる。
したがってX にΩ(X )を対応させる事で位相空間に完備ハイティング代数を対応させる事ができる。
ストーン双対性は、位相空間としてある種の弱い性質（sober性）を満たすものに限定し、さらに完備ハイティング代数の方も「空間的」という性質を満たすものに限定するとこの対応関係がいわば「全単射」になるという趣旨の定理である。
ストーン双対性の厳密な定式化には圏論の言葉を用いる必要があるので、まずは圏の概念を簡単に紹介する。
圏(category)とは「対象」の集まりと「射」 の集まりの組の事で、対象 (object)とは直観的には研究対象となる集合の事を指し、射 (morphism)とは対象から対象への写像の事を指す。例えば位相空間の圏Topの対象と射はそれぞれ位相空間と連続写像であり、群の圏Grpの対象と射はそれぞれ群と群準同型写像である。
以下の章で、ストーン双対性の記述に必要な概念を順に述べていく。

## sober空間
sober空間は以下のように定義される：
定義（sober空間） ― 位相空間X が既約 (irreducible) であるとは X が2つの閉な真部分集合{\displaystyle \subsetneqq X}の和集合として書き表す事ができない事を言う。
さらに位相空間X が以下の性質(sober性)を満たす時、X をsober空間(sober space)であるという：X の任意の既約閉部分集合A に対し、A が一点集合{a }の閉包と一致するようなa ∈A が唯一存在する。
sober性はT0分離公理とT2分離公理の中間の強さを持つ事が知られており、T2空間⇒sober空間⇒T0空間が成立する。一方sober性とT1分離公理は独立な概念であり、sober空間でないT1空間やT1空間でないsober空間が存在する。
定義（sober空間の圏Sob） ― sober空間の圏Sobは以下のように定義される：
- 対象：sober空間
- 射：連続写像

## 空間的完備ハイティング代数
ストーン双対性の定式化で登場するもう一つの圏は、空間的完備ハイティング代数というある種の束を対象とする圏SFrmである。ハイティング代数とその圏の定義を述べる為まず束の定義とその性質を述べる。
定義（束とその性質） ― 順序集合Fが束(lattice)であるとは任意のa 、b ∈ F に対しa∨b := sup(a,b)、a∧b := inf(a,b)が常に存在する事をいう。F が完備束(complete lattice)であるとはF の任意の部分集合A に対しsup(A )とinf(A )が存在する事をいう。F が有界束(bounded lattice)であるとはF に最大元と最小元が存在する事を指す。（最大元と最小元を以下それぞれ1、0と表す）。
ハイティング代数は有界束の一種として定義される。なお束である（すなわち順序集合である）にもかかわらず空間的完備ハイティング「代数」という名称なのは a∨b := sup(a, b), a∧b := inf(a, b) をそれぞれ乗算と加算とみなす事で束を代数だとみなせるからである。
ハイティング代数はブール代数を一般化した有界束であり、ブール代数と同様「a ∨b 」と「a ∧b 」が定義でき、さらに「IF a  THEN b 」を意味する「a →b 」が定義できるという特徴を持っている。また「a の否定」を意味する「￢a 」を「a → 0 」として定義できるがブール代数と違い二重否定の法則 ￢ ￢a ＝a は成り立つとは限らない。
定義（完備ハイティング代数） ― ハイティング代数(Heyting algebra) Fとは以下の性質を満たす有界束の事である。
- 任意のa 、b ∈ F に対し、集合{\displaystyle \{x\in F\mid a\wedge x\leq b\}}は最大元を持つ。

以上の条件で存在が保証されている最大元を以下「a → b 」と表記する。
ハイティング代数であってしかも束として完備であるものを完備ハイティング代数という。
ストーン双対性の定式化には単なる完備ハイティング代数ではなく空間的(spatial)な完備ハイティング代数を用いるが、「空間的」という単語の定義を説明するには準備が必要な為、後の章にまわす。
X を位相空間とするとΩ(X )には以下のようにして完備ハイティング代数の構造が入る。ここで{\displaystyle A^{\circ }}はA の内部を表す。
- {\displaystyle \bigvee _{\lambda }O_{\lambda }:=\bigcup _{\lambda }O_{\lambda }}
- {\displaystyle \bigwedge _{\lambda }O_{\lambda }:=\left(\bigcap _{\lambda }O_{\lambda }\right)^{\circ }}
- {\displaystyle (O_{1}\to O_{2}):=(O_{1}{}^{c}\cup O_{2})^{\circ }}

完備ハイティング代数の事を枠 (frame)ともいう。空間的な枠(Spatial Frame)の圏SFrmは以下のように定義される。
定義（空間的完備ハイティング代数の圏） ― 空間的完備ハイティング代数の圏SFrmは以下のように定義される：
- 対象：空間的完備ハイティング代数
- 射：順序を保つ[注釈 3]写像f でf (a ∧ b) = f (a )∧f (b)、f (∨ A) = ∨f (A )が定義域の任意の元a 、b と定義域の任意の部分集合A に対して成り立つもの。ここで∨A := sup(A )。

上述したようにSFrmの射は、有限積と無限和を保つ。これは位相空間において開集合の有限積と無限和が再び開集合となる事と関係している。

## SobとSFrmの対応関係
次にsober空間の圏Sobと空間的完備ハイティング代数の圏SFrmとの対応関係の詳細を述べる。
これらの圏の間の対応関係は、圏論でいう「関手」の概念を用いて定義される。
ここでSobからSFrmへの関手(functor)とはSobの対象と射にそれぞれSFrmの対象と射を対応させる「写像」の事である。（厳密な定義は圏論の項目を参照。）
SobからSFrmへの関手Ωは以下のように定義される。
定義（SobからSFrmへの関手Ω） ― SobからSFrmへの関手Ω以下のように定義される：
- 対象：sober空間XにX 上の開集合全体の集合（以下Ω(X )と表記）を対応させる。
- 射：連続写像f : X → Y にf -1 : Ω(Y ) → Ω(X ) を対応させる。（以下f -1を以下Ω(f )と表記）

ここで注意すべきはf がX からY への写像であるときはΩ(f ) = f -1はΩ(Y ) からΩ(X )への写像になっており、写像の向きが逆転している事である。（すなわち圏論の言葉でいえば反変関手になっている）。後でポイントレス位相空間論を考える際には、写像の向きの反転をなくす為、若干の調整が必要となる。
次に、関手Ωのいわば「逆写像」にあたる、SFrmからSob への関手pt を導入する。ptは空間的完備ハイティング代数F に対しF の元を開集合として持つ位相空間を対応させる関手であり、したがってpt を実現するにはF から点集合(point set)を再現する必要がある。
このようなptを実現する為、いくつかの概念を定義し、ptの「逆写像」にあたる関手Ω(X )の性質を調べる。
一点集合を任意に固定し、これを1と表記する。さらに1の唯一の元をe とし、1 に離散位相を入れる。すると1 上の開集合全体の集合{\displaystyle \Omega (\mathbf {1} )=\{\emptyset ,\mathbf {1} \}}は2元のみからなるハイティング代数になる。以下このハイティング代数Ω(1 )の事を「2」と表記する。{\displaystyle \emptyset }はハイティング代数2の最小元なので、以下{\displaystyle \emptyset }の事を0とも表記する。
さてX をsober空間とし、F = Ω(X )とする。X の点x ∈ X に対し、一点写像 px : 1 → X をpx(1) = x となる写像とする。するとsober空間X 上の点とe からX への写像pxは明らかに1対1で対応する。また1 からX への写像px : 1 → X には空間的完備ハイティング代数間の写像Ω(px) : F  → Ω(E ) = 2 が対応する。以上の考察からX の各点に射F  → 2が対応する。
しかもX の開集合O とx ∈X に対しf = Ω(px)とすると、
{\displaystyle x\in O\Leftrightarrow p_{x}(e)\in O\Leftrightarrow \mathbf {1} \in p_{x}{}^{-1}(O)\Leftrightarrow \Omega (p_{x})(O)=\mathbf {1} \Leftrightarrow f(O)=1}
が成り立つ。
そこでptを以下のように定義する：
定義（SFrmからSobへの関手pt） ― SFrmからSobへの関手ptは以下のように定義される：
- 対象：空間的完備ハイティング代数F に対し以下のような位相空間（pt(F )と表記）を対応させる：
  - 底空間X ：F から2 への射全体の集合。
  - X の開集合⇔{\displaystyle \exists u\in F}が存在し、{\displaystyle \{f\in X\mid f(u)=\mathbf {1} \}}と表記できる集合。
- 射：ψ : F → G に{\displaystyle f\in \mathrm {pt} (G)\mapsto f\circ \psi \in \mathrm {pt} (F)}を対応させる。

## 「空間的」の定義
最後に、完備ハイティング代数が「空間的」である事の定義を述べる。
完備ハイティング代数F が空間的であるとは、以下の性質を満たす事を言う：
a ≦ b ではない任意のa , b ∈ F に対し、あるf ∈pt(F )が存在し、f (a )=1かつ f (b ) = 0が成立する。
F =Ω(X )と表記できているときは、上述のa, bは{\displaystyle a\not \subset b}を満たす開集合であるのでx ∈X でx ∈ a かつ{\displaystyle x\notin b}となる元が存在する。したがってf =Ω(px )とすればたしかにf (a )=1かつ f (b ) = 0が成立する。

## ストーン双対性
ストーン双対性は、任意のsober空間X に対し{\displaystyle \mathrm {pt} \circ \Omega (X)}がX と「自然に」同型になり、さらに任意の空間的完備ハイティング代数F に対し、{\displaystyle \Omega \circ \mathrm {pt} (F)}がF と「自然に」同型になる事を意味する。「自然に」という言葉の意味は圏論でいう「自然同値」の概念によって精緻化されるが、ここではその説明を省く。詳細は自然変換の項目を参照。
定理（ストーン双対性） ― {\displaystyle \mathrm {pt} \circ \Omega }はSob上の恒等写像と自然同値であり、
{\displaystyle \Omega \circ \mathrm {pt} }はSFrm上の恒等写像と自然同値である。
sober性を満たすとは限らない位相空間X であっても{\displaystyle Y=\mathrm {pt} \circ \Omega (X)}は必ずsober性を満たす。したがってY はX の「sober化」とみなせる。
ストーン双対性の特殊な場合として、以下の定理が従う：
| 定理名                                   | 幾何的な圏の対象    | 幾何的な圏の射 | 束論的な圏の対象           | 束論的な圏の射           |
| ---------------------------------------- | ------------------- | -------------- | -------------------------- | ------------------------ |
| ストーン双対性                           | sober空間           | 連続写像       | 空間的完備ハイティング代数 | 有限積と無限和を保つ写像 |
| 分配束に対するストーンの表現定理(英語版) | coherentなsober空間 | coherent写像   | coherentなロケール         | coherentな写像           |
| ブール代数に対するストーンの表現定理     | ストーン空間        | 連続写像       | ブール代数                 | 準同型写像               |

## ポイントレス位相空間論
ストーンの双対性定理はsober性を満たす位相空間の圏Sob が空間的完備ハイティング代数の圏SFrm との対応関係を示しているが、Sob からSFrm への関手Ωは射の向きを反対にするもの（反変関手）である為、Sob とSFrm では射の向きが反転してしまっており、両者は完全に同一視できるわけではない。
そこで圏SFrm の射の向きを形式的に全て逆向きにした圏（双対圏）を考え、この圏をSLoc と書くと、SobとSLoc は射の向きも同一になる。（なおSLoc の射はあくまでSFrm の射の向きを形式的に反転したものなので、SLoc の射L→ Mは通常の写像のようにL の元に M の元を対応させるわけではない。）SLoc の対象をロケール(locale)という。すなわちSLoc は空間的という条件を満たすロケール(Spatial LOCale)の圏である。
Sob とSLoc は射の向きを込めて同型なので、(sober性を満たす)位相空間の圏Sob の代わりに空間的ロケールの圏SLoc をベースにして位相空間論を展開する事ができる。これをポイントレス位相空間論（pointless topology。意訳すれば「点集合論に基づかない位相空間論」）という。
ポイントレス位相空間論の利点の一つは、通常の位相空間論であれば選択公理に基づかなければ証明できない定理であっても、ポイントレス位相空間論におけるその定理の対応物は選択公理に頼らず証明できる場合がある事である。これは選択公理を持たないトポスを考える場合に有利に働く。
ただし、位相空間と空間的ロケールの対応関係は位相空間がsober性を満たす場合にしか成り立っていない事が原因で、通常の位相空間論における定理や概念とポイントレス位相空間論におけるそれらの対応物が若干異なった概念になってしまう事がある事に注意しなければならない。
そのような概念の例として直積がある。sober性を満たさない位相空間に対応するロケールの直積には集合としては等しいがロケールとしては等しくない2つの部分ロケールが存在する事がありうるが、一方で位相空間論における直積では2つの部分空間が等しいのはそれらが点集合として等しい場合に限る。
また位相空間の部分空間とロケールの部分ロケールも異なる概念である。
例えば有理数体{\displaystyle \mathbb {Q} }を位相空間とみなした場合、{\displaystyle \mathbb {Q} }には可算個の部分位相空間しか存在しないが、一方で{\displaystyle \mathbb {Q} }に対応するロケールには[実数の濃度]個の部分ロケールが存在する。